# Skardholmen
Skardholmen est une île norvégienne du comté de Hordaland appartenant administrativement à Bømlo.

## Description
Rocheuse et désertique, elle s'étend sur environ 295 m de longueur pour une largeur approximative de 89 m. 